# 小岛清
小岛清（1920年5月22日—2010年1月7日），日本经济学家，一桥大学教授。师从赤松要。

## 生平
小岛清於1920年生於日本愛知縣名古屋市中區流町的一家困窮的小商戶：瀨見井家。1938年，它從愛知縣商業學校（現愛知縣立愛知商業高等學校）畢業（首席），同年成為小島家的養子。1938年，他免試入学名古屋高等商業學校（現名古屋大學），1941年於該校畢業，並於1943年9月從東京商科大学（現一橋大學）提前畢業，升為該校特別研究生。在任任大学附屬的東亞經濟研究所研究員期間，他居住在為在校學生提供的如水寮，該宿舍是初代如水会理事長江口定条為了保護校園免受軍需省侵擾而設立。

## 学术成就
1978年提出边际产业转移理论：对外直接投资应从该国已经处于或即将处于比较劣势的产业（称为“边际产业”）依次进行。

## 学术活动
1965年在一次学术会议上提出参照欧共体，建立一个美、加、日、澳、新五个发达国家的“太平洋贸易自由区”（简称PAFTA）。
1968年初由小岛清等组织了以学术界为主的“太平洋自由贸易与发展会议”（Pacific Asia Free Trade and Development,简称PAFTAD）。该组织主张以美、加、日、澳、新五国为中心，组成一个松散的民间协商机构来推动亚太地区的经济合作。1967年底，由日本企业界牵头，组织了由美、加、日、澳、新五国企业家的“太平洋盆地经济理事会”（Pacific Basin Economic Council,简称PBEC）。